# حاتم عبد الرحمن
حاتم عبد الرحمن (مواليد 12 يونيو 1995، لاعب كرة قدم إماراتي .
مثل سابقاً نادي عجمان في الفئات السنية ووصل للفريق الأول عام 2014 و وقع مع نادي مصفوت في عام 2016 و لعب معهم موسمين .

## روابط خارجية
- حاتم عبد الرحمن على موقع قاعدة بيانات كرة القدم.إي يو (الإنجليزية)
- حاتم عبد الرحمن على موقع Soccerway.com (الإنجليزية)